# Oszkár Winkler
Dans le nom hongrois Winkler Oszkár, le nom de famille précède le prénom, mais cet article utilise l’ordre habituel en français Oszkár Winkler, où le prénom précède le nom.
Oszkár Winkler, né le 19 janvier 1907 à Sopron et mort dans cette ville le 19 décembre 1984, est un architecte et professeur hongrois.

## Galerie photographique

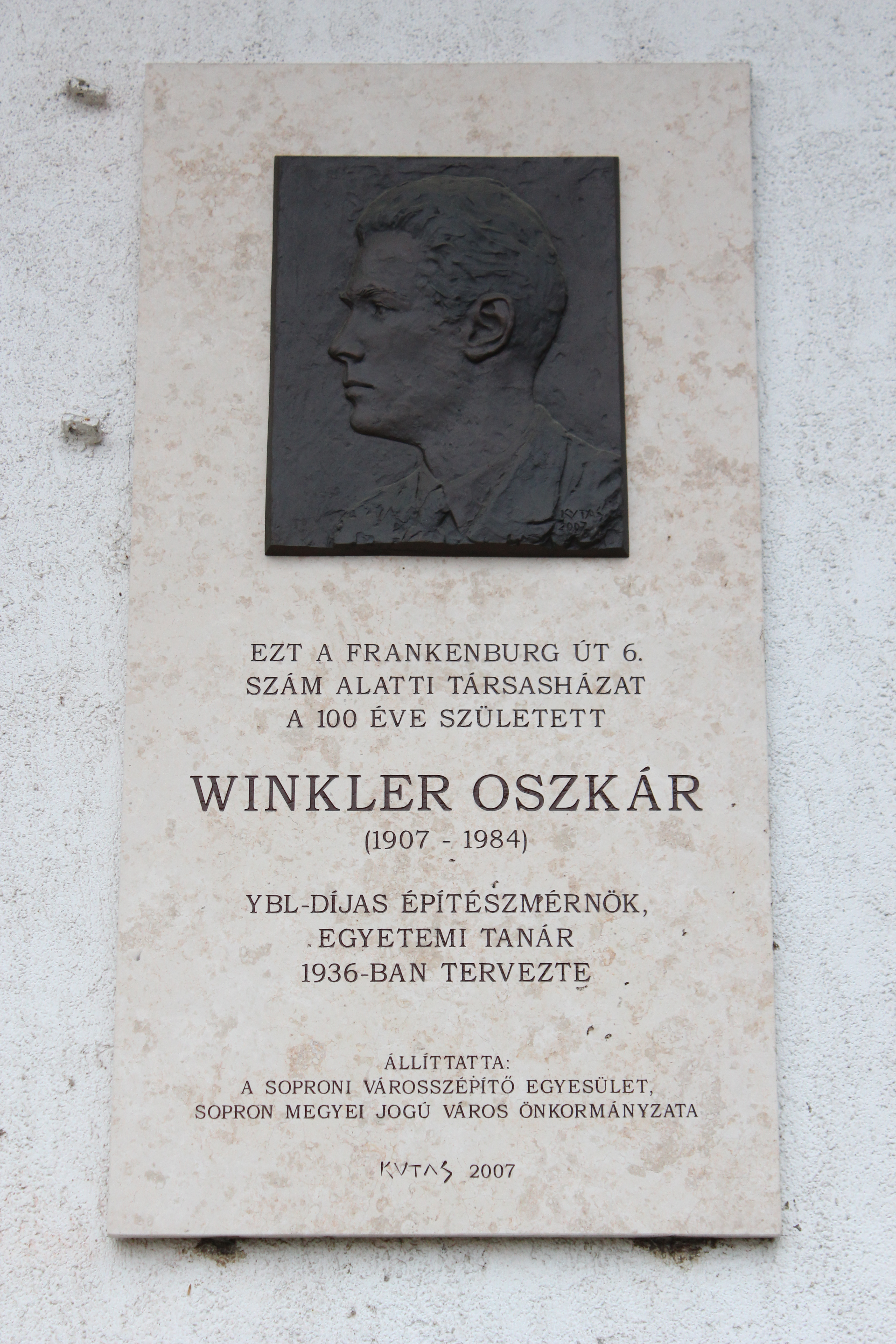
Plaque commémorative à Sopron.
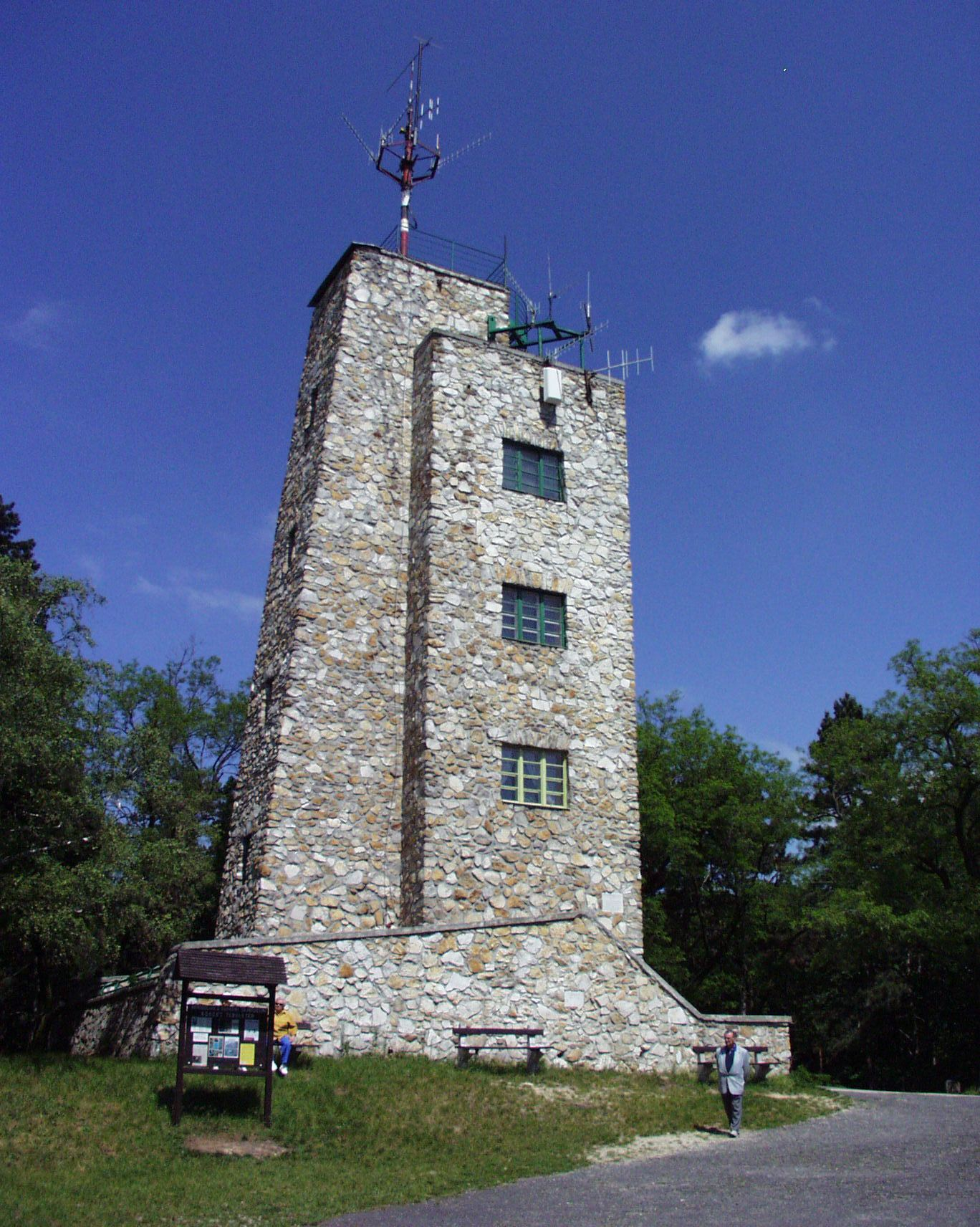
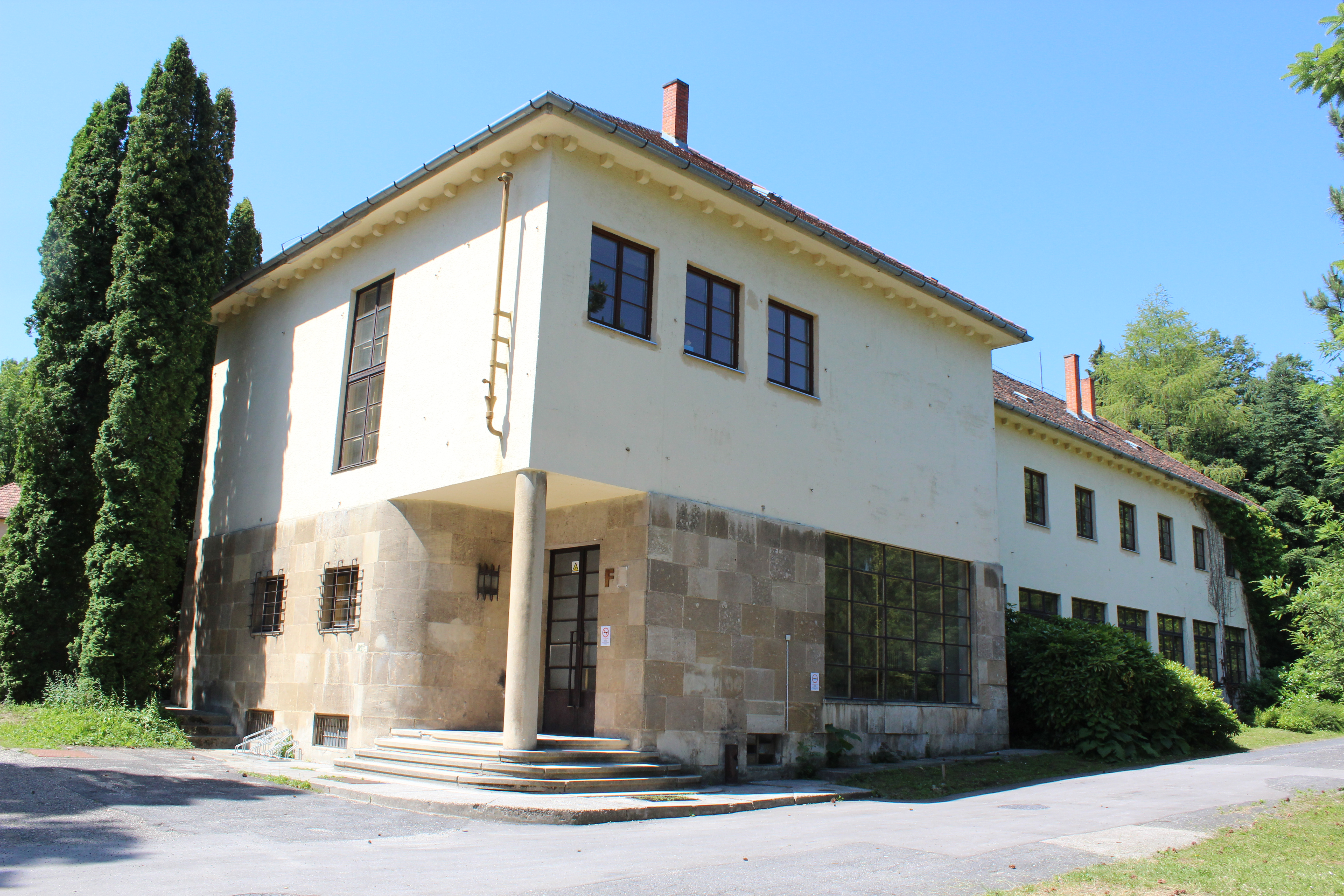
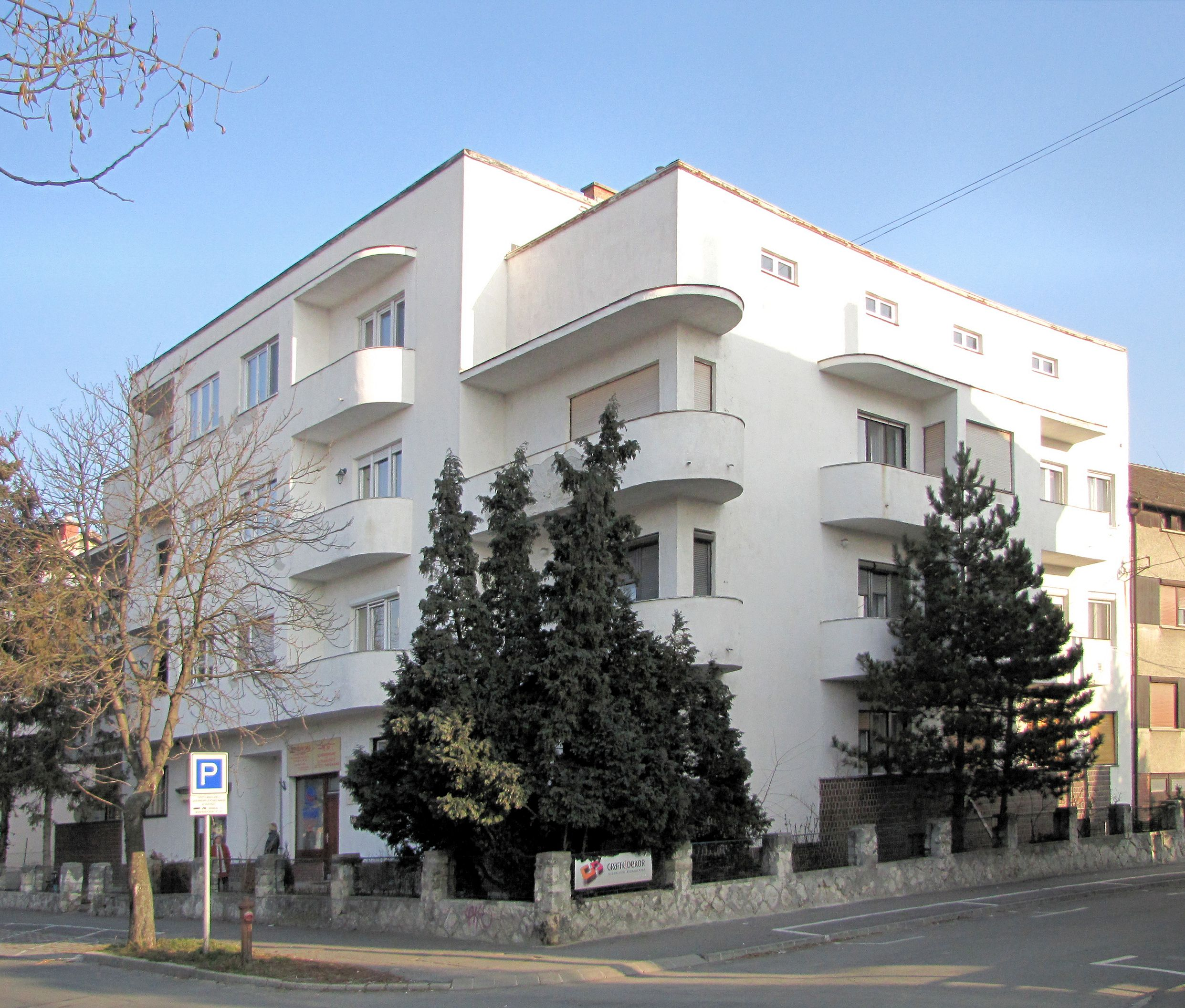